# Château de la Ballue
Pour les articles homonymes, voir Ballue.
Le château de la Ballue est situé sur la commune de Bazouges-la-Pérouse, commune française située dans le département d'Ille-et-Vilaine en région Bretagne.

## Histoire
Cette colline délimite les pays de Combourg et de Fougères, et de ce fait a été fortifiée depuis des périodes très anciennes. Le château actuel a été construit par Gilles de Ruellan qui avait acheté cette terre en 1620, puis il a été reconstruit en 1705.
Au XIXe siècle il a abrité une verrerie.

## Architecture
Le château de la Ballue est de style Louis XIII en granit doré. Le corps de logis central est encadré de deux ailes en retour.
Des communs il reste la grande écurie, la tour de l'horloge, le cellier, les deux remises et le passage central.
L'orangerie qui a été construite au XIXe siècle a été transformée en salle d'exposition sur l'art des jardins.

## Parc et jardins
Ses beaux jardins de topiaires en terrasses et son superbe panorama inspirèrent François-René de Chateaubriand. Le jardin en terrasses existait au XVIIIe siècle
Après une protection en 1977, le château (et son jardin) fait l’objet d’une inscription au titre des monuments historiques depuis le 11 juin 1999,.
Les jardins ont été recréés, le jardin à la française à partir de 1973 par deux architectes : François Hébert-Stevens (le neveu de l'architecte Robert Mallet-Stevens) et Paul Maymont pour le jardin en diagonale en 1975.
 
Ils présentent des salles de verdures formées par les bosquets de charmes, de fougères (ou Filicophytes Filicophyta), labyrinthe et autres créations. Les jardins ont été reconnus comme « Jardin remarquable » en 2005,,.
Le labyrinthe de verdure est assez étonnant, il a été taillé dans un bosquet de 1500 ifs sur un plan que l'on attribue à Le Corbusier (voir l'ouvrage de Yann Monel et Marianne Niermans Les Jardins de La Ballue aux éditions Verlhac). Dans les années 1970, c'était plutôt assez rare de s'engager dans un tel chantier. Mais le lieu est devenu assez connu et certains artistes contemporains tel Niki de Saint Phalle, Robert Rauschenberg, Antoni Tàpies venaient chercher une inspiration dans cet univers végétal. Par ailleurs, les architectes ont voulu donner une dimension « initiatique » dans les cheminements possibles dans cet univers (le terme de jardin n'étant pas approprié) où les surprises ne sont pas rares comme cette charmille enfouie dans un bois de bouleaux ou cette chambre de verdure au détour d'un bosquet de fougères.

## Distinction
Le 15 septembre 2017, un jury international, a attribué aux jardins du Château de la Ballue, le 2e Prix du jardin européen, dans la catégorie « Restauration et Développement d’un jardin historique ». Cette distinction a été décernée, à Berlin, par le Réseau européen du patrimoine des jardins (en), qui œuvre « pour la préservation, le développement et la création de jardins et de parcs de grande qualité en Europe ».
Le 2 juin 2022, la Fondation Signature créée en l'honneur de Francesco Smalto par sa femme, récompense les jardins de la Ballue en tant que finaliste du prix l'Art du jardin .

## Les actions du « Comité de soutienJardins de la Ballue»
En raison d'un projet de regroupement d'un élevage porcin de 2000 porcs, à seulement 230 mètres des limites du jardin et d'un projet en cours de développement d'élevage bovin à 300 mètres en contrebas du jardin...., menaçant l'environnement du monument, un Comité de soutien Jardins de la Ballue a lancé une pétition « Sauvons les jardins de la Ballue ».